# كيفن هوبز
كيفن هوبز (بالإنجليزية: Kevin Hobbs)‏ هو لاعب كرة قدم أمريكية أمريكي، ولد في 30 أبريل 1983 في تامبا في الولايات المتحدة.